# Cleoeromene smithi
Cleoeromene smithi là một loài bướm đêm trong họ Crambidae.